# Epimedium grandiflorum

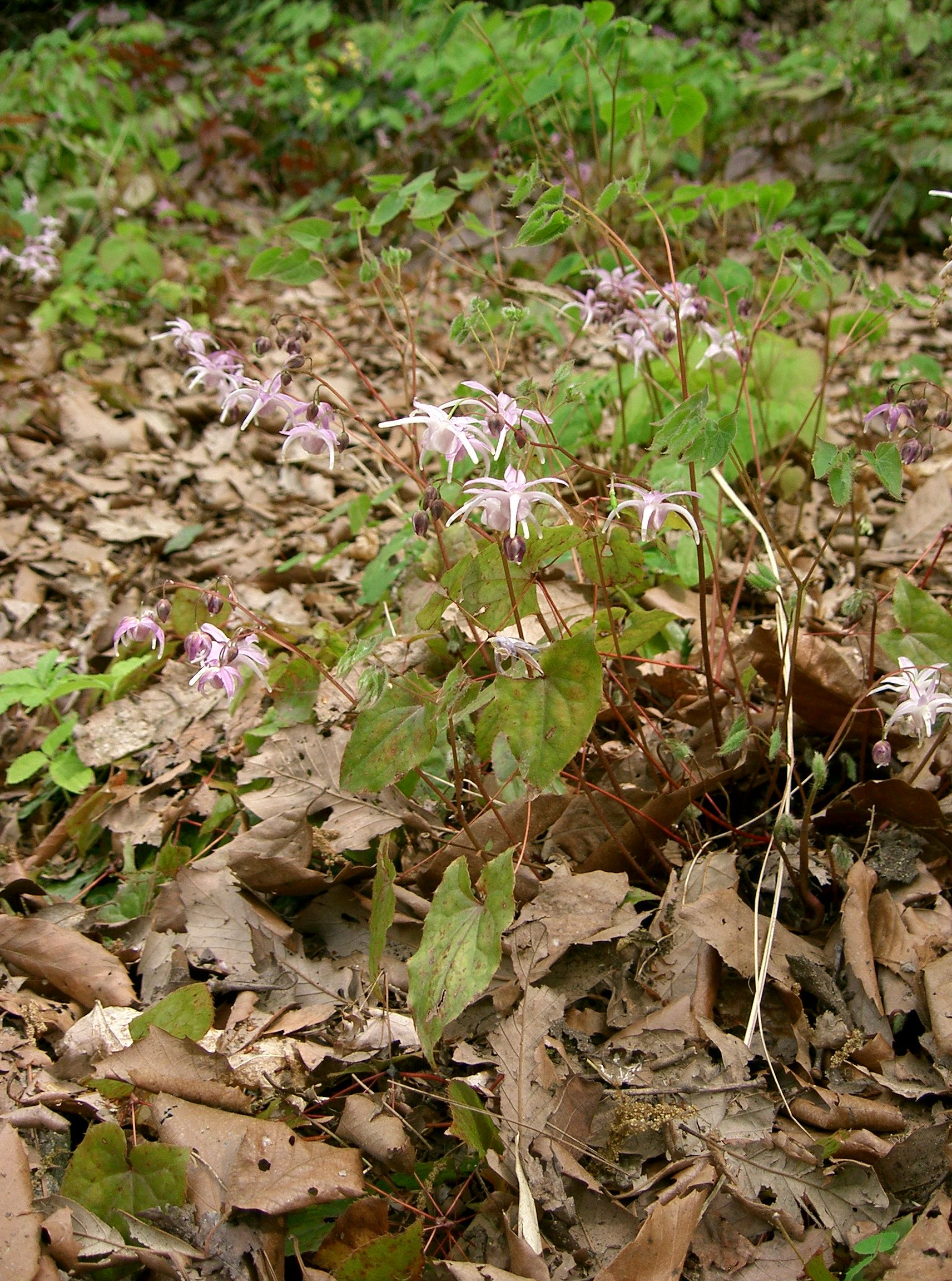

Epimedium grandiflorum es una planta de flores perteneciente a la familia Berberidaceae, originaria de China, Japón y Corea. Se usa de manera ornamental.

## Descripción
Es una planta vivaz que crece hasta 30 cm, con tallo de color rojo brillante y hojas verdes en forma de corazón (teñidas de cobre cuando son nuevas), ligeramente vellosas en la base. En primavera produce flores de tonalidades rosadas, blancas, amarillas o moradas. Sus pétalos tienen un largo espolón que les da la apariencia de un sombrero de bufón.

## Taxonomía
Epimedium grandiflorum fue descrita por Charles François Antoine Morren y publicada en L'horticulteur belge, journal des jardiniers et amateurs 2: 141–142, pl. 35, f. A. en 1834.